# HD 88231
HD 88231，又名BD+38 2110，SAO 61914、HR 3993，是一颗恒星，视星等为5.85，位于銀經185.68，銀緯54.9，其B1900.0坐标为赤經10h 5m 17.3s，赤緯+37° 54.9′ 41″。